# Abortiporus
Abortiporus is een geslacht van schimmels uit de familie Podoscyphaceae. De typesoort is Abortiporus distortus. Het geslacht is in 1904 beschreven door de mycoloog William Alphonso Murrill.

## Soorten
Volgens Index Fungorum bevat het geslacht vier soorten, namelijk (peildatum december 2023):
| Soortnaam                                  | Auteur(s)                     | Publicatiejaar |
| ------------------------------------------ | ----------------------------- | -------------- |
| Abortiporus biennis (Toefige labyrintzwam) | (Bull.) Singer                | 1944           |
| Abortiporus chocoensis                     | Læssøe & Ryvarden             | 2010           |
| Abortiporus roseus                         | (D.A. Reid) Masuka & Ryvarden | 1992           |
| Abortiporus zonatus                        | (Corner) T. Hatt.             | 1999           |